# 179-й гвардейский истребительный авиационный полк

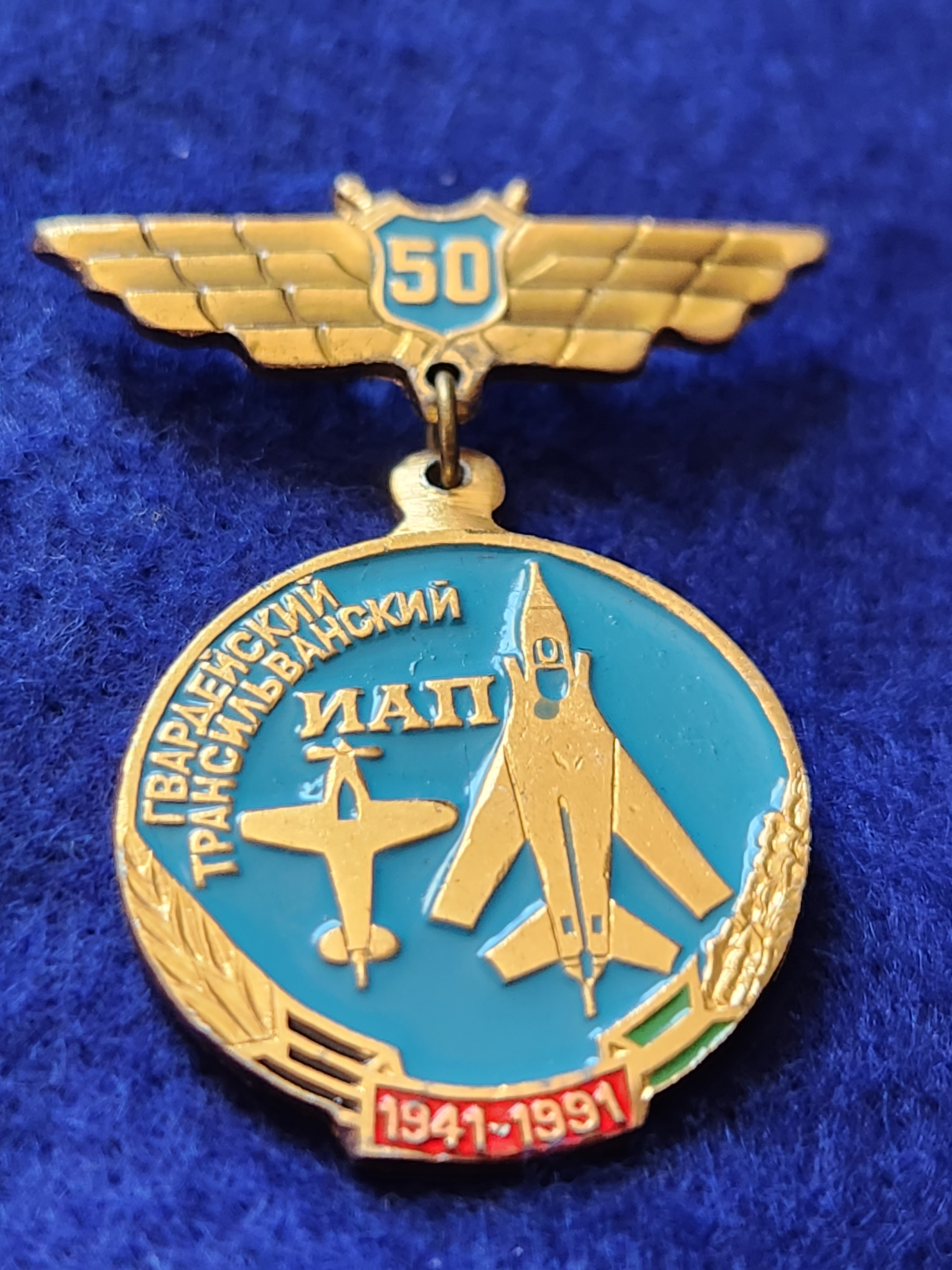
50 лет Гвардейский Трансильванский ИАП 1941-1991 значок

179-й гвардейский истребительный авиационный Трансильванский ордена Суворова полк (179-й гв. иап) — воинская часть Военно-воздушных сил (ВВС) Вооружённых Сил РККА, принимавшая участие в боевых действиях Великой Отечественной войны.

## Наименования полка
За весь период своего существования полк несколько раз менял своё наименование:
- 297-й истребительный авиационный полк;
- 179-й гвардейский истребительный авиационный полк;
- 179-й гвардейский истребительный авиационный Трансильванский полк;
- 179-й гвардейский истребительный авиационный Трансильванский ордена Суворова полк;
- 179-й гвардейский истребительный авиационный Трансильванский ордена Суворова полк ПВО;
- Войсковая часть (Полевая почта) 49727.

| Ла-7 | Ла-5 | ЛаГГ-3 |

## Создание полка
179-й гвардейский истребительный авиационный полк образован переименованием 2 июля 1944 года 297-го истребительного авиационного полка в гвардейский за образцовое выполнение боевых задач и проявленные при этом мужество и героизм

## Расформирование полка
179-й гвардейский Трансильванский ордена Суворова истребительный авиационный полк был расформирован в 1993 году в составе ВВС России. 

## В действующей армии
В составе действующей армии:
- с 2 июля 1944 года по 11 мая 1945 года.

## Командиры полка
- майор Ларионов Евгений Александрович[3], 09.1941 — 08.1942
- майор Ольховский Николай Иванович[3], 02.1943 — 07.06.1943
- капитан, майор, подполковник Матвиенко Степан Александрович[3], 07.06.1943 — 10.1948

## В составе соединений и объединений
| Период        | Фронт (округ)               | армия                    | корпус                                             | дивизия                                             | примечание                  |
| ------------- | --------------------------- | ------------------------ | -------------------------------------------------- | --------------------------------------------------- | --------------------------- |
| 20.10.1943 г. | 2-й Украинский фронт        | 5-я воздушная армия      | 4-й истребительный авиационный корпус              | 302-я истребительная авиационная дивизия            | Ла-5                        |
| 02.07.1944 г. | 2-й Украинский фронт        | 5-я воздушная армия      | 3-й гвардейский истребительный авиационный корпус  | 14-я гвардейская истребительная авиационная дивизия | Ла-5                        |
| 01.04.1945 г. | 2-й Украинский фронт        | 5-я воздушная армия      | 3-й гвардейский истребительный авиационный корпус  | 14-я гвардейская истребительная авиационная дивизия | Ла-5                        |
| 11.05.1945 г. | 2-й Украинский фронт        | 5-я воздушная армия      | 3-й гвардейский истребительный авиационный корпус  | 14-я гвардейская истребительная авиационная дивизия | Ла-7                        |
| 11.07.1945 г. | Южная группа войск          | 17-я воздушная армия     | 3-й гвардейский истребительный авиационный корпус  | 14-я гвардейская истребительная авиационная дивизия | Ла-7, Болгария              |
| 29.10.1947 г. | Закавказский военный округ  | 7-я воздушная армия      | 3-й гвардейский истребительный авиационный корпус  | 14-я гвардейская истребительная авиационная дивизия | Ла-7                        |
| 10.01.1949 г. | Закавказский военный округ  | 34-я воздушная армия     | 72-й гвардейский истребительный авиационный корпус | 92-я гвардейская истребительная авиационная дивизия | Ла-7, переименование частей |
| 21.06.1949 г. | Закавказский военный округ  | 73-я воздушная армия     | 72-й гвардейский истребительный авиационный корпус | 92-я гвардейская истребительная авиационная дивизия | Ла-7                        |
| 05.02.1958 г. | Туркестанский военный округ | 73-я воздушная армия     | 72-й гвардейский истребительный авиационный корпус | 238-я истребительная авиационная дивизия            | МиГ-17                      |
| 01.01.1960 г. | ПВО страны                  | Бакинский округ ПВО      |                                                    | 16-я гвардейская дивизия ПВО                        | МиГ-17                      |
| 01.04.1980 г. | Туркестанский военный округ | ВВС округа               |                                                    |                                                     | МиГ-23М                     |
| 01.04.1986 г. | ПВО страны                  | 12-я отдельная армия ПВО |                                                    | 17-я дивизия ПВО                                    | МиГ-23М                     |
| 01.11.1993 г. | ПВО страны                  | 12-я отдельная армия ПВО |                                                    | 17-я дивизия ПВО                                    | полк расформирован, МиГ-23М |

## Участие в операциях и битвах
- Яссо-Кишиневская операция с 20 августа 1944 года по 29 августа 1944 года.
- Белградская операция с 28 сентября 1944 года по 20 октября 1944 года.
- Дебреценская операция с 6 октября 1944 года по 28 октября 1944 года.
- Будапештская операция с 29 октября 1944 года по 13 февраля 1945 года.
- Западно-Карпатская операция с 12 января 1945 года по 18 февраля 1945 года.
- Балатонская операция с 6 марта 1945 года по 15 марта 1945 года.
- Братиславско-Брновская наступательная операция с 25 марта 1943 года по 5 мая 1945 года.
- Пражская операция с 6 мая 1945 года по 11 мая 1945 года.

## Почётные наименования
179-й гвардейский истребительный авиационный полк 14 ноября 1944 года за отличие в боях за освобождение Трансильвании Приказом ВГК присвоено почётное наименование «Трансильванский».

## Награды
179-й гвардейский истребительный авиационный Трансильванский полк 26 апреля 1944 года за образцовое выполнение боевых заданий командования в боях при прорыве обороны немцев в горах Вэртэшхэдьшег западнее Будапешта, овладении городами Эстергом, Несметт, Фельшегалле, Тата и проявленные при этом доблесть и мужество Указом Президиума Верховного Совета СССР награждён орденом Суворова III степени

## Благодарности Верховного Главнокомандующего
Верховным Главнокомандующим дивизии объявлены благодарности:
- За овладение городами Яссы, Тыргу-Фрумос и Унгены[6]
- За овладение городам Дебрецен[7]
- За овладение городом Будапешт[8]
- За овладение Естергом, Несмей, Фельше-Галла, Тата, а также заняли более 200 других населённых пунктов[9]
- За овладение городами Комарно, Нове-Замки, Шураны, Комьятице, Врабле — сильными опорными пунктами обороны немцев на братиславском направлении[10]
- За овладение городами Трнава, Глоговец, Сенец — важными узлами дорог и опорными пунктами обороны немцев, прикрывающими подступы к Братиславе[11]
- За овладение важным промышленным центром и главным городом Словакии Братислава — крупным узлом путей сообщения и мощным опорным пунктом обороны немцев на Дунае[12]
- За овладение городами Малацки, Брук, Превидза, Бановце[13]
- За овладение городом Брно[14]
- За овладение городами Яромержице и Зноймо и на территории Австрии городами Голлабрунн и Штоккерау — важными узлами коммуникаций и сильными опорными пунктами обороны немцев[15]

| МиГ-17 | Су-9 | МиГ-23 |

## Отличившиеся воины
- Рязанцев Алексей Фёдорович, гвардии майор, штурман 179-го гвардейского истребительного авиационного полка 14-й гвардейской истребительной авиационной дивизии 3-го гвардейского истребительного авиационного корпуса 5-й воздушной армии 23 февраля 1945 года удостоен звания Герой Советского Союза. Золотая Звезда № 4926
- Дьячков Александр Алексеевич, гвардии старший лейтенант, лётчик 179-го гвардейского истребительного авиационного полка 14-й гвардейской истребительной авиационной дивизии 3-го гвардейского истребительного авиационного корпуса 5-й воздушной армии 15 мая 1946 года удостоен звания Герой Советского Союза. Золотая Звезда не вручена в связи с гибелью.
- Кононенко Никита Никифорович, гвардии капитан, штурман 179-го гвардейского истребительного авиационного полка 14-й гвардейской истребительной авиационной дивизии 3-го гвардейского истребительного авиационного корпуса 5-й воздушной армии 15 мая 1946 года удостоен звания Герой Советского Союза. Золотая Звезда № 5450

## Статистика боевых действий
Всего за годы Великой Отечественной войны полком:
| Выполнено боевых вылетов | Сбито самолётов в воздухе | Уничтожено самолётов всего |
| ------------------------ | ------------------------- | -------------------------- |
| 5067                     | 339                       | 341                        |

Свои потери:
| Потеряно самолётов, всего | Погибло лётчиков всего | Погибло лётчиков в воздушных боях | Не вернулись с боевого задания | Погибло при налётах и прочие небоевые потери | Погибло в авиакатастрофах и умерло от ран |
| ------------------------- | ---------------------- | --------------------------------- | ------------------------------ | -------------------------------------------- | ----------------------------------------- |
| 129                       | 64                     | 13                                | 39                             | 0                                            | 2                                         |

## Базирование
| Период          | Аэродром                         |
| --------------- | -------------------------------- |
| 5.45 — 7.45     | Брно, Чехословакия               |
| 6.45 — 29.10.47 | Враждебна, Болгария              |
| 29.10.47 — 1980 | Красноводск, Ашхабадская область |
| 1980 — 11.1993  | НебитДаг, Ашхабадская область    |

## Самолёты на вооружении
| Период      | Самолёты  |
| ----------- | --------- |
| 1940 — 1943 | ЛаГГ-3    |
| 1943 — 1945 | Ла-5      |
| 1945 — 1953 | Ла-7      |
| 1953 — 1961 | МиГ-15УТИ |
| 1953 — 1961 | МиГ-17    |
| 1961 — 1976 | Су-9      |
| 1976 — 1993 | МиГ-23М   |